# Стрільцеві
Стрільцеві (Acanthisittidae) — родина горобцеподібних птахів. Ендеміки Нової Зеландії. Це дрібні птахи, завдовжки 7-10 см, з короткими хвостами і на довгих ніжках. У них короткі, слабкі крила і вони погано літають.

## Види
- Рід Стрілець (Acanthisitta)
  - Стрілець (Acanthisitta chloris)
- Рід Гонець (Xenicus)
  - †Гонець чагарниковий (Xenicus longipes)
  - Гонець скельний (Xenicus gilviventris)
- Рід Traversia[2]
  - †Гонець південний (Traversia lyalli)
- Рід Pachyplichas
  - † Pachyplichas yaldwyni
  - †Pachyplichas jagmi
- Рід Dendroscansor
  - † Dendroscansor decurvirostris
- Рід Kuiornis
  - †Kuiornis indicator